# Джексон, Кэлвин
Кэлвин Джексон (англ. Calvin Jackson; 5 марта 1948)  —  американский серийный убийца, совершивший в период с 10 апреля 1973 года по 12 сентября 1974 года серию из 9 убийств женщин, сопряжённых с изнасилованиями из корыстных побуждений на территории боро Нью-Йорка Манхэттен, в районе, имеющем название Вест-Сайд. Объединение убийств произошло только после ареста Джексона и получения его признательных показаний, до этого момента  все случаи смертей полицией не рассматривались как серия преступлений, а жертвы были признаны умершими от естественных причин или в результате несчастных случаев. Свою вину после ареста Джексон полностью признал. В июле 1976 года он был осужден и приговорен к четырем  срокам в виде пожизненного лишения свободы с правом условно-досрочного освобождения. Одной из жертв Джексона стала 64-летняя Элинор Платт, известная американская женщина-скульптор, крупный специалист в портретной скульптуре.

## Биография
Кэлвин Джексон родился 5 марта 1948 года в городе Буффало. Семья Джексона проживала в городском районе, населённом цветными меньшинствами и прочими деклассированными элементами, имеющими низкий социальный статус и уровень образования, благодаря чему его семья испытывала материальные трудности. Детство и юность Кэлвин провел в социально-неблагополучной обстановке. В подростковые годы Джексон начал увлекаться наркотическими веществами. После окончания 10-го класса он бросил школу и начал вести криминальный образ жизни. В октябре 1965 года он был арестован по обвинению в ограблении. Он был признан виновным и получил в качестве наказания 5 лет лишения свободы, которые отбывал в тюрьме  «State Correctional Facility», расположенной в городе Эльмира. Получив условно-досрочное освобождение, в конце 1960-х  Джексон вышел на свободу и переехал в Нью-Йорк, где познакомился с Валери Коулмен, которая вскоре стала его сожительницей. Из-за проблем с дисциплиной Кэлвин Джексон имел трудности с трудоустройством, вследствие чего на протяжении последующих нескольких лет он был вынужден перебиваться случайными заработками, периодически совершая мелкие кражи на территории боро Манхэттен, благодаря чему несколько раз привлекался к уголовной ответственности. В 1970 году он был арестован по обвинению в хранении наркотиков. Он был осужден и провел 90 дней в окружной тюрьме. На протяжении последующих трех лет Джексон еще три раза подвергался аресту по обвинению в хранении наркотиков и в совершении кражи, но каждый раз отделывался незначительными сроками лишения свободы. В начале 1972 года Джексон совместно со своей сожительницей нашел жилье в отеле «Park Plaza Hotel», расположенном в районе Манхэттена под названием Вест-Сайд. Из-за криминогенной ситуации в Вест-Сайде отель Park Plaza Hotel в начале 1970-х был населен представителями маргинального слоя общества, имеющими низкий социальный статус и ведущих криминальный образ жизни. Вскоре после переезда Джексон избавился от наркотической зависимости и трудоустроился в отеле на вакансии носильщика. Большинство из его друзей и знакомых в тот период отзывались о нем крайне положительно.

## Серия убийств
В качестве жертв Кэлвин Джексон выбирал одиноких женщин в возрасте от 39 до 79 лет, которых в ходе ограблений душил подушкой, после чего совершал акт некрофилии с их трупами. Восемь из девяти жертв Джексона проживали в отеле «Park Plaza Hotel». 10 апреля 1973 года Джексон совершил проникновение со взломом в номер отеля, где проживала 39-летняя Тереза Джордан, преступник задушил женщину подушкой, совершил акт некрофилии с ее трупом, после чего похитил из ее апартаментов вещи, представляющие материальную ценность. 19 июля того же года, действуя по той же схеме, Джексон проник в номер отеля, где проживала 65-летняя Кейт Левинсон, которую он также задушил подушкой и совершил с ее трупом постмортальные сексуальные манипуляции. 24 апреля 1974 года Кэлвин Джексон совершил проникновение со взломом в номер отеля, где проживала 60-летняя Мэйбл Хартмейер. Преступник задушил женщину, после чего изнасиловал ее труп и похитил из ее номера деньги и другие материальные ценности. Через пять дней, 29 апреля, Джексон проник в номер отеля 79-летней Йетты Вишневски, которую он зарезал и ограбил. 8 июня того же года Кэлвин Джексон совершил очередное убийство на территории отеля Park Plaza Hotel. Его очередной жертвой стала 47-летняя Уинифред Миллер, которая была задушена с помощью подушки и изнасилована. Через несколько дней, 19 июня 1974 года, Джексон также на территории отеля задушил 71-летнюю Бланш Винсент, после чего совершил с ее трупом акт некрофилии. 1 июля 1974 года Джексон проник в номер отеля, где проживала 69-летняя Марта Карпентер. Преступник похитил из ее апартаментов деньги и вещи, представляющие материальную ценность, после чего задушил пожилую женщину и совершил с ее телом постмортальные сексуальные манипуляции. Следующей жертвой серийного убийцы стала известный скульптор — 64-летняя Элинор Платт, которая была обнаружена мертвой в своем номере отеля Park Plaza Hotel 30 августа 1974 года. 12 сентября Кэлвин Джексон совершил проникновение со взломом в одну из квартир многоэтажного дома, расположенного рядом с отелем Park Plaza Hotel, где проживала 69-летняя Полин Спэнлерман. Действуя согласно выработанной тактике, он задушил жертву подушкой, совершил акт некрофилии с ее трупом, после чего похитил из ее квартиры ряд предметов, представляющих ценность

## Арест
Тело последней жертвы Джексона, Полин Спэнлерман — было обнаружено утром 12 сентября 1974 года горничной, которая вызвала полицию. В ходе расследования ее убийства полицией было опрошено несколько ее соседей, а также несколько десятков жильцов дома, где проживала убитая и несколько жильцов отеля Park Plaza Hotel. В ходе опроса было обнаружено несколько свидетелей. Один из свидетелей заявил, что рано утром 12 сентября заметил  темнокожего молодого человека, который с телевизором в руках покинул дом, где произошло убийство с помощью пожарной лестницы, после чего скрылся на противоположной стороне улицы. Другой свидетель, житель отеля Park Plaza Hotel, заявил полиции, что утром того же дня его друг, 26-летний Кэлвин Джексон явился  к нему в номер с просьбой оставить на хранение ряд предметов, представляющих материальную ценность, в том числе телевизор. После обыска номера отеля телевизор и другие вещи были опознаны родственниками Спэнлерман как принадлежащие ей. На основании этих показаний и улик, через шесть часов после обнаружения трупа, Кэлвин Джексон был арестован неподалеку от отеля, после чего ему были предъявлены обвинения в совершении убийства и в совершении кражи со взломом.
Оказавшись в полицейском участке, Джексон во время первого допроса признался в совершении убийства Полин Спэнлерман и в совершении 10 других убийств. Несмотря на то, что признания Джексона отражали большое соответствие в описании деталей внешности жертв, а также датах и времени совершения убийств, его показания были подвергнуты сомнению, так как в большинстве случаев на месте обнаружения трупов погибших женщин не было обнаружено следов борьбы и следов проникновения со взломом. С целью подтверждения его показаний, в последующие месяцы полицией были проведены работы по эксгумации тел ряда убитых женщин с целью проведения тщательной судебно-медицинской экспертизы для выявления следов насильственной смерти, результаты которой впоследствии были признаны неубедительными. В ходе проверки показаний Джексона было установлено, что две женщины из числа тех, в совершении убийств которых он признался — были обнаружены живыми. Тем не менее 90-летняя Мария Галлино, жительница отеля Park Plaza Hotel, заявила полиции о том, что действительно стала жертвой нападения молодого афроамериканца, которое произошло 4 апреля 1973 года. Еще одна жительница отеля, 74-летняя Сильвия Коэн заявила, что 5 августа в ходе попытки ограбления была избита темнокожим молодым человеком, после чего потеряла сознание. После огласки этой информации несколько сотен жителей многоквартирных домов, расположенных рядом с отелем, организовали митинг напротив близлежащего полицейского участка, обвинив полицию в небрежном расследовании, и обратились к мэру Нью-Йорка Абрахаму Биму с требованием провести расследование и наказать полицейских чиновников, потому как жертвы убийств не были вовремя проинформированы о серии преступлений и не смогли принять дополнительные меры предосторожности. Представители правоохранительных органов подтвердили, что не подозревали о том, что на подконтрольной им территории орудует серийный убийца, и вынужденно признали, что закономерность в убийствах пожилых женщин была выявлена только после признательных показаний Кэлвина Джексона, после чего  протестующие заявили, что криминогенная обстановка в районе Вест-Сайд стала результатом сбоя городских служб на всех уровнях.
Несмотря на то, что как минимум в четырех случаях следствие на основании судебно-медицинских экспертиз не смогло найти признаки насильственной смерти жертв по причине высокой стадии разложения трупов, по окончании расследования Кэлвину Джексону были предъявлены обвинения в совершении 9 убийств и еще около 40 обвинений других  в совершении многочисленных изнасилований, ограблений, краж со взломом. По совету своего адвоката в конце 1974 года Джексон отказался от своих признательных показаний и заявил своей невиновности по причине невменяемости, на основании чего адвокаты Джексона подал ходатайство на проведение судебно-психиатрической экспертизы

## Суд
В ходе двух судебно-психиатрических экспертиз Кэлвин Джексон был признан невменяемым. Но эти решения были оспорены прокуратурой,  которая подала ходатайство о проведении третьей по счету экспертизы, которое было удовлетворено. В 1975 году Джексон был помещен в больницу Bellevue Hospital для проведения третьей экспертизы, на основании результатов которой степень его невменяемости была признана очень низкой. Благодаря этим обстоятельствам судебный процесс над Кэлвином Джексоном открылся лишь в начале 1976 года. На основании 182 страниц его признательных показаний и сопровождающей их аудиозаписи длительностью более 3 часов, 25 мая того же года вердиктом жюри присяжных заседателей он признан виновным в совершении 9 убийств и был признан виновным по другим пунктам обвинения, вследствие чего 6 июля 1976 года суд приговорил его к четырем срокам в виде пожизненного лишения свободы с правом условно-досрочного освобождения. Джексон никак не отреагировал на приговор

## В заключении
Все последующие годы жизни Кэлвин Джексон провел в разных пенитенциарных учреждениях штата Нью-Йорк. В сентябре 1999 года он получил право подать ходатайство на условно-досрочное освобождение, но ему было отказано. В сентябре 2017 года, проведя в заключении более 43 лет, Кэлвин Джексон в результате журналистского расследования был включен в список 50 осужденных преступников штата Нью-Йорк, которые по состоянию на тот момент находились в местах лишения свободы более 41 года, имея при этом право на условно-досрочное освобождение.
По состоянию на 2022 год Кэлвин Джексон продолжает отбывать свое уголовное наказание в тюрьме «Green Haven Correctional Facility». В октябре 2022 года Джексон имеет право подать ходатайство на условно-досрочное освобождение